# Tony Jones
Tony Jones (Royston, 24 maggio 1966 – 22 gennaio 2021) è stato un giocatore di football americano statunitense che ha militato nel ruolo di offensive tackle nella National Football League (NFL). Al college giocò a football alla Western Carolina University.

## Carriera professionistica
Dopo non essere stato scelto nel Draft NFL 1988, Jones si unì ai Cleveland Browns rimanendovi fino alla stagione 1995, dopo la quale la squadra si trasferì a Baltimora, diventando i Baltimore Ravens, con cui disputò la stagione inaugurale. Nel 1997 passò ai Denver Broncos e partì come titolare nel Super Bowl XXXII vinto contro i Green Bay Packers, titolo bissato l'anno successivo, battendo gli Atlanta Falcons. Si ritirò dopo la stagione 2000.

## Vittorie e premi

### Franchigia
- Super Bowl : 2

Denver Broncos: XXXII, XXXIII
- American Football Conference Championship: 2

Denver Broncos: 1997, 1998

### Individuale
- Convocazioni al Pro Bowl: 1

1997

## Statistiche
| Partite totali      | 184 |
| Partite da titolare | 155 |